# SV 1890 Westerhausen
Der SV 1890 Westerhausen ist ein deutscher Sportverein aus dem Ortsteil Westerhausen der Stadt Thale in Sachsen-Anhalt.

## Geschichte
Der Verein bezieht sich namentlich auf den 1890 gegründeten Männer-Turn-Verein Westerhausen, ab spätestens 1900 MTV GutsMuths Westerhausen, wohingegen der heutige SV 1890 Westerhausen mit dem 7. Juni 1990 beurkundet wird. Neben dem Turnen wurde im Verein bis Ende der 1920er-Jahre vor allem Handball betrieben. Die erste Fußballmannschaft etablierte sich ab 1929 unter dem Namen Eintracht Westerhausen.
Im DDR-Sport agierte der Verein als BSG Traktor Westerhausen, die von der LPG Tierproduktion als Trägerbetrieb unterstützt wurde. 1984 hatte die Betriebssportgemeinschaft 480 aktive Mitglieder in sieben Sektionen, womit sie rund 20 Prozent der Einwohner Westerhausens sportlich organisierte. Besondere Bekanntheit erlangte seinerzeit die Sektion Reiten.

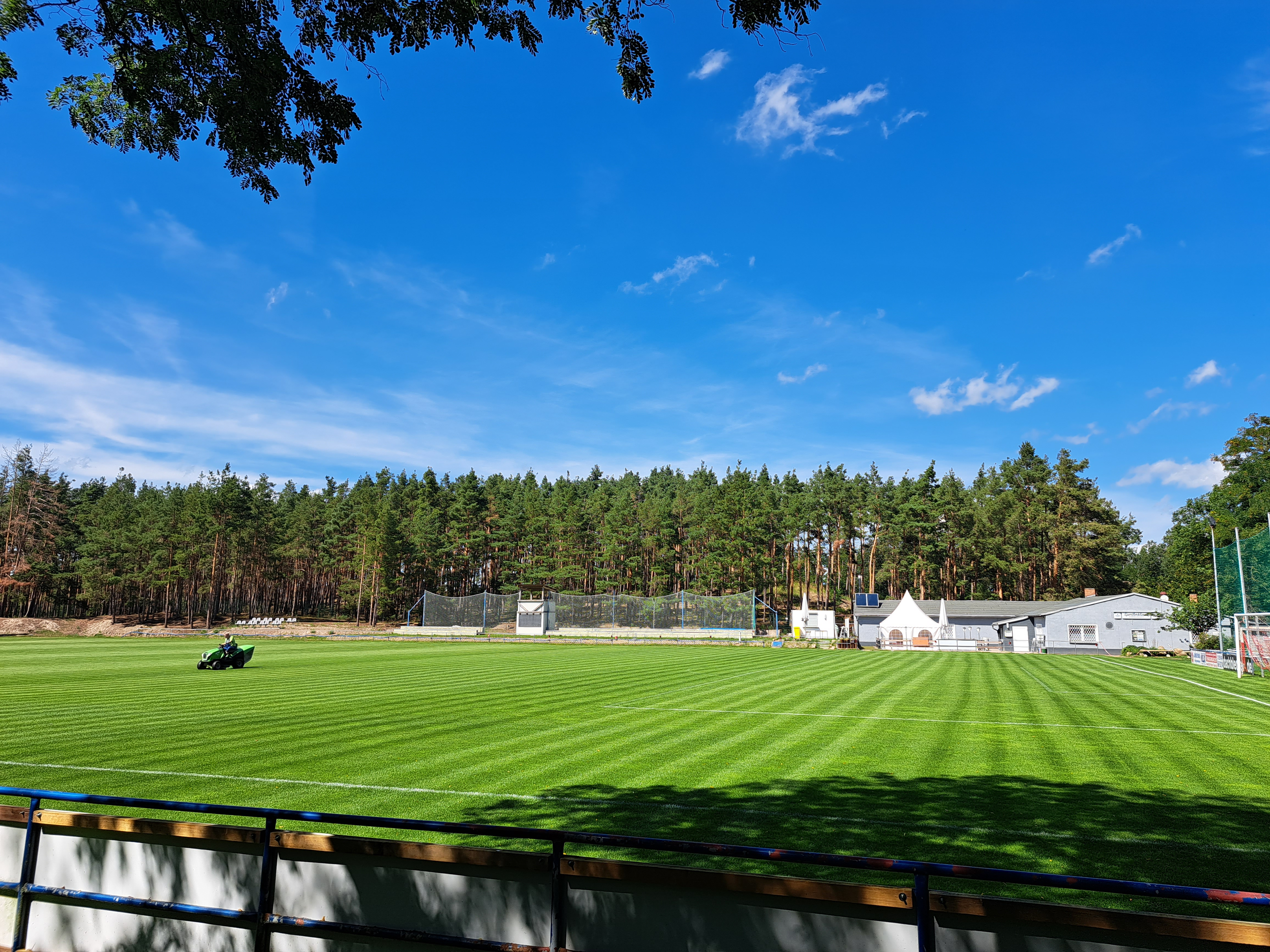
Der heute als Wolfsberg-Arena bezeichnete Sportplatz des SV 1890 Westerhausen im August 2023

Die Fußball-Abteilung des Vereins spielte zumeist unterklassig und stand im Schatten des SV Stahl Thale und dessen Vorgänger. 2018 gelang der Aufstieg in die Verbandsliga Sachsen-Anhalt und 2022 in die Oberliga Nordost. Die Mitteldeutsche Zeitung bezeichnete den SV 1890 Westerhausen ab 2018 als Ausbildungsverein des VfB Germania Halberstadt. Aus der Oberliga stieg der Verein 2023 direkt wieder ab – da keine A-Junioren-Mannschaft am Spielbetrieb teilnahm, wollte der Nordostdeutsche Fußballverband zwischenzeitlich in der laufenden Saison die Oberliga-Lizenz entziehen. Der Verein legte gegen den Lizenzentzug Protest ein und bekam am 20. April 2023 Recht, weshalb die Oberliga-Saison ordnungsgemäß beendet werden konnte. Nach dem Abstieg spielt die sogenannte Wolfsberg-Elf seit der Saison 2023/24 wieder in der Verbandsliga Sachsen-Anhalt.

## Fußball-Statistik ab 2001

### Ligenverlauf
| Saison  | Liga                     | Platz |
| ------- | ------------------------ | ----- |
| 2001/02 | Landesklasse (Staffel 3) | 15 ▼  |
| 2002/03 | Kreisliga Quedlinburg    | 01 ▲  |
| 2003/04 | Landesklasse (Staffel 3) | 15 ▼  |
| 2004/05 | Kreisliga Quedlinburg    | 01 ▲  |
| 2005/06 | Landesklasse (Staffel 3) | 06    |
| 2006/07 | Landesklasse (Staffel 3) | 08    |
| 2007/08 | Landesklasse (Staffel 3) | 08    |
| 2008/09 | Landesklasse (Staffel 3) | 05    |
| 2009/10 | Landesklasse (Staffel 3) | 05    |
| 2010/11 | Landesklasse (Staffel 3) | 03    |

| Saison  | Liga                        | Platz |
| ------- | --------------------------- | ----- |
| 2011/12 | Landesklasse (Staffel 3)    | 03    |
| 2012/13 | Landesklasse (Staffel 3)    | 05    |
| 2013/14 | Landesklasse (Staffel 3)    | 02    |
| 2014/15 | Landesklasse (Staffel 3)    | 03    |
| 2015/16 | Landesklasse (Staffel 3)    | 01 ▲  |
| 2016/17 | Landesliga (Staffel Nord)   | 04    |
| 2017/18 | Landesliga (Staffel Nord)   | 01 ▲  |
| 2018/19 | Verbandsliga Sachsen-Anhalt | 07    |
| 2019/20 | Verbandsliga Sachsen-Anhalt | 07    |
| 2020/21 | Verbandsliga Sachsen-Anhalt | 09    |

| Saison  | Liga                        | Platz |
| ------- | --------------------------- | ----- |
| 2021/22 | Verbandsliga Sachsen-Anhalt | 01 ▲  |
| 2022/23 | Oberliga Nordost            | 17 ▼  |
| 2023/24 | Verbandsliga Sachsen-Anhalt | 09    |
| 2024/25 | Verbandsliga Sachsen-Anhalt | 12    |
| 2025/26 | Verbandsliga Sachsen-Anhalt |       |

### Erfolge
- Sachsen-Anhalt-Meister: 2022
- Aufstieg in die Oberliga Nordost: 2022
- Sachsen-Anhalt-Pokal: Halbfinalist 2022/23